# Giuseppe Parini
Giuseppe Parini (Bosisio, Lecco, 23 de maig de 1729 - Milà, 15 d'agost de 1799) va ser un poeta italià. Fill d'un modest comerciant de seda, va començar els seus estudis sota la tutela del seu rector, parent de la seva mare. En honor seu, el municipi de Bosisio va canviar el seu nom a Bosisio Parini.

## Biografia
Als deu anys, el van enviar a estudiar el Liceu Clàssic Césare Beccaria de Milà –aleshores anomenat Escola Arcimbolde–, on va conviure amb una anciana tia que als dos anys va morir deixant-li una petita renda, amb la condició que, una vegada ordenat sacerdot, digués una missa per ella cada dia.
El 1752 Parini va publicar Alcune poesie di Ripano Eupilino (Algunes poesies de Ripano Eupilino) –Eupili és el nom antic del llac de Pusiano–, que li va donar una certa notorietat. L'any 1754, encara que no gaire convençut, va pronunciar els vots religiosos, i fou admès posteriorment a l'Acadèmia dels Transformats.
Mentrestant, havien arribat a Milà els seus pares en condicions econòmiques precàries, i la situació es va agreujar quan, després de morir el seu pare, va haver de fer-se càrrec de la seva mare. Parini, aleshores, es va posar a treballar com a copista d'actes judicials i com a preceptor de famílies nobles. Va entrar el 1754 com a preceptor a la casa dels ducs de Serbelloni, on va tenir ocasió de contemplar l'espectacle decadent de l'aristocràcia.
Va participar plenament en les discussions i polèmiques que van acompanyar la implantació de la Il·lustració a Itàlia. El 1762, a causa d'una discussió amb la duquessa, Parini va haver d'abandonar el seu lloc de preceptor.
La seva difícil situació econòmica va millorar quan, el 1763, després de la publicació de Matí, el comte Imbonati li va encomanar l'educació del seu fill Carlo –company de Giulia Beccaria, mare d'Alessandro Manzoni, el qual li dedicaria el cant A la mort de Carlo Imbonati el 1806–. Alhora, el comte Firmian, plenipotenciari austríac a Lombardia, va començar a protegir-lo en intuir la potencialitat de la seva poesia, la qual donava veu a les forces més dinàmiques de la societat.
El 1769, Parini va ser nomenat director de la Gaseta de Milà i professor de lletres en l'Escola Palatina, on va començar a ensenyar el 1770. Quan es va traslladar al palau de Brera, el poeta va ser escollit com a superintendent de l'escola.
El poeta va morir a la seva casa del districte de Brera a Milà, el 15 d'agost de 1799, pocs mesos després de l'entrada dels austrorussos a Milà, després d'haver dictat el famós sonet Predàro i filistei l'arca di Dio, en què va condemnar enèrgicament els francesos, però al mateix temps, celebra el seu retorn, i va llançar una severa advertència als austríacs.

L'escriptor Ignazio Cantù, en la seva obra Milano, nei tempi antico, di mezzo e moderno: Studiato nelle sue vie; passeggiate storiche (1855) va escriure: 
| « | Al cementiri proper (el cementiri de Mojazza) entre molts ossos ignorats dormen sense pompa de mausoleus les cendres de Melchiorre Gioia, de Jean-Baptiste-De Cristofori, Luigi Sabatelli, James Albertolli, i d'altres homes eminents i allà sobre una pobra pedra es llegeix: JOSEPH PARINI POETA HIC QUIESCIT INGENUA PROBITATE EXQUISITO JUDICIO POTENTI ELOQUIO CLARUS LITERAS ET BONA ARTES PUBLICE DOCUIT AN. XXX PLENUS EXTIMATIONIS ET GRATIÆ OB. AN. MDCCXCIX | » |

## Obra
Durant aquests anys del 1754-1757, va compondre les seves primeres odes: La vida rústica, La salubritat de l'aire i La impostura. El 1765 publica Il Mezzogiorno com a segona part i continuació d'Il Giorno, Il Mezzogiorno. L'any 1768 el comte Firmian el nomena poeta oficial del teatre Regi Ducale de Milà, per al qual Parini escriu el text del llibret de dues «festes teatrals»: la Iside salvada i l'obra pastoral Ascanio in Alba, musicada posteriorment per Mozart (catalogada com la K111) i representada per primera vegada en el mencionat teatre el 17 d'octubre de 1771.
Continuava també amb la composició, iniciada el 1757, de les Odes (dinou), inspirades en les idees de la Il·lustració i de marcat to educatiu. El 1791 en sortia la primera recopilació; la segona edició, augmentada, es va publicar el 1795. Aquestes odes són un cant a l'honestedat, a la recta consciència moral, a l'amor per una vida digna i simple; és a dir, als ideals civils i humanitaris presents en Il Giorno. La moralitat de Parini és de llarg abast, mai no atemoreix, sempre és tolerant i serena, perquè, malgrat el seu origen clerical, té més caràcter il·lustrat –natura i raó– que cristià. Parini admira sincerament la bellesa femenina i alimenta sentiments tendres i humans, romanent sempre fidel als seus vots religiosos.

### In morte di Domenico Balestrieri
El 1780 va escriure In morte di Domenico Balestrieri, un sonet que homenatjava el també poeta mort recentment Domenegh Balestrer. Aquesta obra està escrita en llombard.

### Diàleg sobre la noblesa
Va compondre el 1757 el Diàleg sobre la noblesa que, pel seu tema satíric i la composició innovadora, encara que no revolucionària, és un preludi de la seva obra Matí de 1763, primera part de la seva obra mestra, el poema El dia (Il Giorno). El to d'aquesta obra és de vegades cru, ressentit, en línia amb la tradició didàctica i moralista. El diàleg és entre dos morts, un noble i un poeta, i es desenvolupa en una tomba. Parini recorda que l'origen i la fi dels humans és idèntic per a tothom, no compten els avantpassats famosos que han fet gran el seu cognom amb violències i enganys, ni tan sols encara que hagin estat persones veritablement dignes de lloança, res no poden aportar a la noblesa dels seus descendents, només importa com hagi viscut cadascú. Parini afavoreix una noblesa privada de prejudicis, vicis i del seu acostumat parasitisme, capaç de ser una autèntica aristocràcia fonamentada en la cultura.

### El do
Al costat de les seves odes socials i civils i inspirat en la bellesa femenina més que en l'amor, El do (Il Dono) conté el germen del sentiment mític i etern de la bellesa femenina que posteriorment seria reprès per Ugo Foscolo. El missatge (Il messaggio), de 1793, oda composta quan el poeta era ja un ancià, és el seu últim i malenconiós himne a la bellesa. Parini, amb la mirada nostàlgica de la vellesa que contempla la joventut, expressa l'enyor per la bellesa i l'amor ara ja llunyans en el record.
La Revolució francesa va tenir sobre l'autor un efecte doble i en aparença contradictori; per una part, Parini estava completament a favor dels principis d'igualtat i llibertat que aquesta promovia, però al mateix temps era un home moderat, que odiava els excessos. El 1796, durant l'ocupació francesa, va ser nomenat membre de l'ajuntament de Milà, però la seva moderació va fer que aviat fos apartat del seu càrrec. Emmalalteix aleshores de les cames, al mateix temps que de cataractes, que el deixen pràcticament cec. En aquests moments, hi havia molta expectació per la tercera part d'Il Giorno, la qual Parini es resistia a publicar, no solament per raons literàries, sinó també perquè li semblava poc convenient atacar literàriament una classe social sobre la qual en aquest moment s'abocava tota la violència revolucionària. Després de morir el 1799, els poemes Il Vespro i La Notte van ser publicades pòstumament pel seu aliat i amic Reina, el 1801.

## La poesia

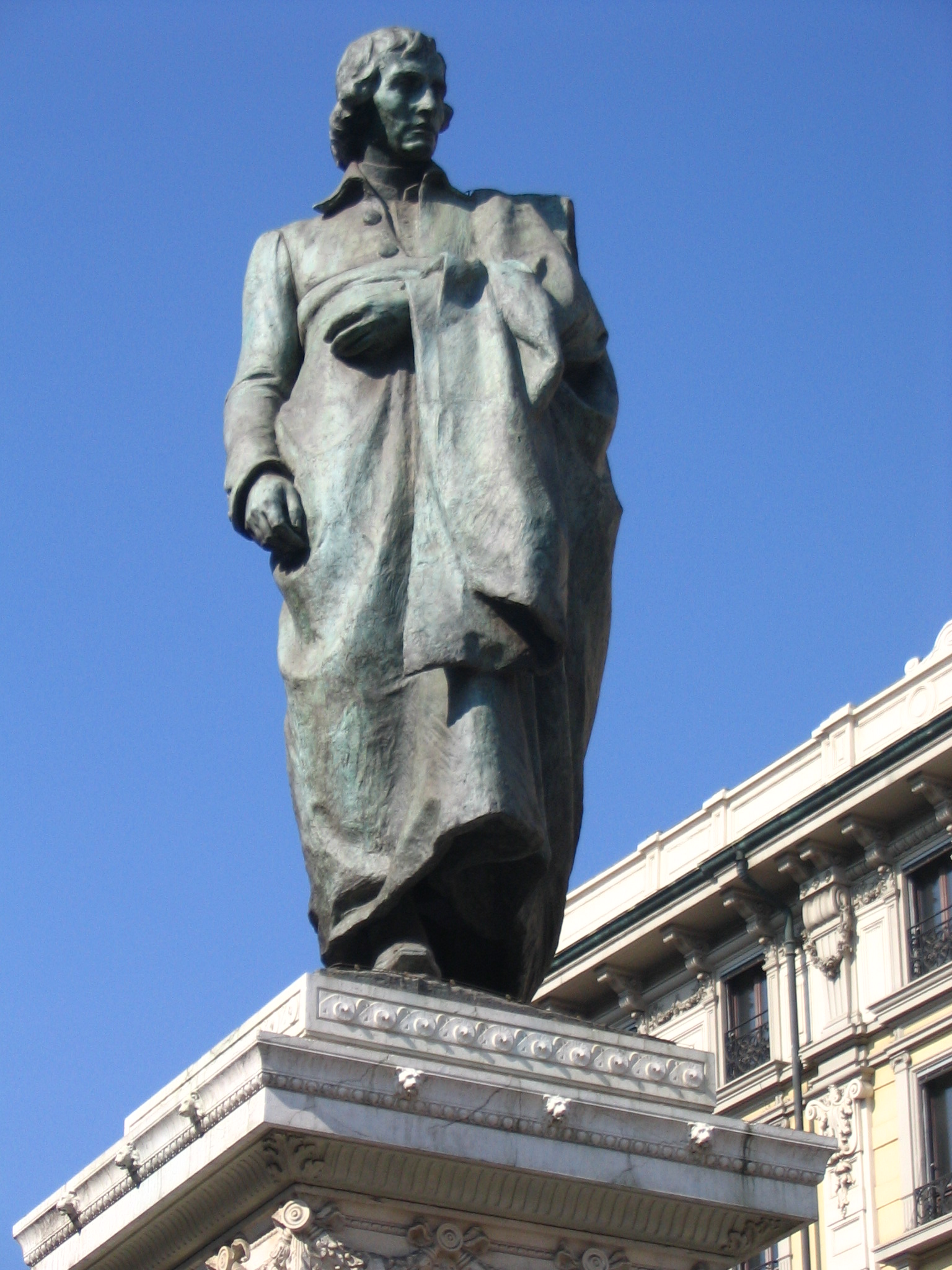
Monument a Giuseppe Parini a Milà

Parini va saber conciliar l'admiració espontània per la vida elegant i fastuosa del seu temps amb la necessitat d'una vida simple, digna i guiada pel deure complert amb responsabilitat. La seva obra va contribuir a la formació de la consciència social italiana, proposant una renovació moral que fes possible la renovació política.
Parini considerava que calia disciplinar la inspiració, dirigir-la cap a l'útil i veritable, polint la forma del vers per fer-lo instrument dúctil que es correspongui perfectament amb el pensament, evitant la rima fàcil que envileix el registre poètic i intentant conjuminar imatges i paraules. Com a poeta, va ser entre els primers d'apreciar els mèrits dels poetes de l'Acadèmia de l'Arcàdia de Roma que, al començament del segle, van combatre la ignorància i el mal gust estimulant una crítica vàlida.
El caràcter culte i elevat de la seva poesia, encara que va impedir-li la popularitat, va deixar un gran llegat espiritual al segle xix. Ugo Foscolo va exaltar Il Giorno pel seu valor moral i Alessandro Manzoni es va veure influït per la profunditat de pensament i l'ètica de Parini.
La recopilació Algunes poesies de Ripano Eupilino (Alcune poesie di Ripano Eupilino) de 1752, La Notte i les últimes Odes tenen un sentiment clàssic que no és merament idíl·lic o «arcàdic», sinó que més aviat representen una nova sensibilitat criticoestètica dels valors formals del classicisme per als quals els ideals de bellesa i bondat es presenten inseparables.
Ha estat definit per Giacomo Leopardi com el «Virgili de la Itàlia moderna».